# Glaphyropyga tachirensis
Glaphyropyga tachirensis là một loài ruồi trong họ Asilidae. Glaphyropyga tachirensis được Ayala miêu tả năm 1983. Loài này phân bố ở vùng Tân nhiệt đới.